# Ptochophyle amoenaria
Ptochophyle amoenaria är en fjärilsart som beskrevs av Pieter Cornelius Tobias Snellen 1890. Ptochophyle amoenaria ingår i släktet Ptochophyle och familjen mätare. Inga underarter finns listade.